# 25 décembre en sport
25 novembre 25 janvier
Chronologies thématiques
- Croisades
- Ferroviaires
- Disney

Le 25 décembre (359e jour de l'année ou 360e en cas d'année bissextile) en sport.

## Événements

### XIXesiècle
- 1888 :
  - (Softball) : premier match de softball - l'ancêtre du baseball intérieur renommé par la suite - joué au parc des expositions de Philadelphie[1].

### XXesièclede1951à2000
- 1952 :
  - (Football) : au Stade olympique Yves-du-Manoir de Colombes, l'équipe de France s'incline 0-1 face à l'équipe de Belgique.

- 1955 :
  - (Football) : à Bruxelles, l'équipe de Belgique s'impose 2-1 face à l'équipe de France.

- 1957 :
  - (Football) : au Parc des Princes à Paris, l'équipe de France et l'équipe de Bulgarie font match nul 2-2.

### XXIesiècle
- 2016 :
  - (Sport nautique / Record du tour du monde à la voile) : le skipper Français Thomas Coville franchit la ligne d'arrivée entre l'île d'Ouessant et le cap Lizard, établissant ainsi un nouveau Record du tour du monde à la voile en solitaire, en multicoque et sans escale en 49 jours, 3 heures, 7 minutes et 38 secondes[2].

## Naissances

### XIXesiècle
- 1856 :
  - Pud Galvin, joueur de baseball américain. († 7 mars 1902).
- 1873 :
  - Nicol Smith, footballeur écossais. (12 sélections en équipe nationale). († 6 janvier 1905).
- 1875 :
  - Pierre de Caters, pilote de courses automobile et entrepreneur belge. († 26 mars 1944).
- 1877 :
  - Harry Trihey, hockeyeur sur glace canadien. († 9 décembre 1942).
- 1878 :
  - Louis Chevrolet, pilote de courses automobile et entrepreneur automobile helvético-franco-américain. Fondateur de la marque Chevrolet. († 6 juin 1941).
- 1881 :
  - Albert Guyot, pilote de courses automobile français. († 24 mai 1947).
- 1885 :
  - Jock Simpson, footballeur anglais. (8 sélections en équipe nationale). († 4 janvier 1959).
- 1891 :
  - Clarrie Grimmett, joueur de cricket australien. (37 sélections en test cricket). († 2 mai 1980).
  - Poul Nielsen, footballeur danois. Médaillé d'argent aux Jeux de Stockholm 1912. (38 sélections en équipe nationale). († 9 août 1962).

### XXesièclede1901à1950
- 1905 :
  - Étienne Mattler, footballeur français. (46 sélections en équipe de France). († 23 mars 1986).
- 1923 :
  - Noël Vandernotte, rameur français. Médaillé de bronze du deux avec barreur et du quatre avec barreur aux Jeux de Berlin 1936. († 19 juin 2020).
- 1925 :
  - Sam Pollock, dirigeant sportif de hockey sur glace canadien. († 15 août 2007).
  - Ossi Reichert, 80 ans, skieuse alpine allemande. Médaillée d'argent du slalom aux Jeux d'Oslo 1952 puis championne olympique du géant aux Jeux de Cortina d'Ampezzo 1956. († 16 juillet 2006).
- 1927 :
  - Nellie Fox, joueur de baseball américain.
- 1930 :
  - Noël Cunningham-Reid, pilote de course automobile d'endurance britannique.
- 1933 :
  - Larry Cahan, hockeyeur sur glace canadien. († 25 juin 1992).
- 1934 :
  - Giancarlo Baghetti, pilote de F1 et de course automobile d'endurance italien. (1 victoire en Grand Prix). († 27 novembre 1995).
- 1938 :
  - Noël Picard, hockeyeur sur glace canadien.
  - Jens Winther, pilote de course automobile d'endurance danois.
- 1941 :
  - Guido Reybrouck, cycliste sur route belge. Vainqueur de Paris-Tours 1964, 1966 et 1968 et de l'Amstel Gold Race 1969.
  - Noël Le Graët, dirigeant sportif de football français. Président de la FFF depuis 2011.
- 1942 :
  - Françoise Dürr, joueuse de tennis française. Victorieuse Roland Garros 1967.
- 1943 :
  - Wilson Fittipaldi, pilote de F1 et dirigeant sportif brésilien. Fondateur et directeur de l'écurie Copersucar Fittipaldi. († 23 février 2024).
- 1944 :
  - Jairzinho, footballeur puis entraîneur brésilien. Champion du monde de football 1970. Vainqueur de la Copa Libertadores 1975. (81 sélections en équipe nationale).
- 1950 :
  - Serge Chiesa, footballeur français. (12 sélections en équipe de France).

### XXesièclede1951à2000
- 1954 :
  - Amaral, footballeur brésilien, footballeur brésilien. († 31 mai 2024).
- 1955 :
  - Scott Tucker, pilote de courses automobile américain.
- 1956 :
  - Charlie Lea, joueur de baseball américain. († 11 novembre 2011).
- 1958 :
  - Rickey Henderson, joueur de baseball américain. († 20 décembre 2024).
- 1962 :
  - Marina Bazanova, handballeuse puis entraîneuse soviétique puis ukrainienne. Médaillée de bronze aux Jeux de Séoul 1988 et aux Jeux de Barcelone 1992. Championne du monde de handball 1982, 1986 et 1990. Victorieuse des Ligues des champions féminine 1981, 1983, 1985, 1986, 1987 et 1988 puis de la Coupe d'Europe des vainqueurs de coupe féminine 1994. († 27 avril 2020).
- 1964 :
  - Gary McAllister, footballeur puis entraîneur écossais. Vainqueur de la Coupe UEFA 2001. (57 sélections en équipe nationale).
- 1966 :
  - Javier Frana, joueur de tennis argentin. Médaillé de bronze du double messieurs aux Jeux de Barcelone 1992.
- 1969 :
  - Fred-Børre Lundberg, skieur de combiné nordique norvégien. Médaillé d'argent par équipes aux Jeux d'Albertville 1992, champion olympique en individuel et médaillé d'argent par équipes aux Jeux de Lillehammer 1994 puis champion olympique en individuel aux Jeux de Nagano 1998. Champion du monde de ski nordique en individuel du combiné nordique 1991 et 1995 puis champion du monde de ski nordique du par équipes au combiné nordique 1993.
- 1971 :
  - Noël Sciortino, footballeur et joueur de beach soccer français. Champion du monde de football de plage 2005.
- 1972 :
  - Qu Yunxia, athlète de demi-fond chinoise. Médaillée de bronze du 1 500 m aux Jeux de Barcelone 1992. Championne du monde d'athlétisme du 3 000 m 1993. Détentrice du Record du monde du 1 500 mètres du 11 septembre 1993 au 17 juillet 2015.
- 1976 :
  - Petar Metličić, handballeur croate. Champion olympique aux Jeux d'Athènes 2004. Champion du monde de handball 2003. Vainqueur de la Coupe EHF de handball 2000, de la Coupe d'Europe des vainqueurs de coupe 2005, des Ligue des champions 2006, 2008 et 2009. (176 sélections en équipe nationale).
- 1979 :
  - Laurent Bonnart, footballeur français.
- 1980 :
  - Blaženko Lacković, handballeur croate. Champion olympique aux Jeux d'Athènes 2004 puis médaillé de bronze aux Jeux de Londres 2012. Champion du monde de handball 2003. Vainqueur de la Ligue des champions 2013. (186 sélections en équipe nationale).
- 1984 :
  - Alastair Cook, joueur de cricket anglais. (140 sélections en test cricket).
  - Chris Richard, basketteur américain.
- 1985 :
  - Martin Mathathi, athlète de fond kényan. Champion du monde de cross-country par équipes 2006.
- 1986 :
  - Natália Bernardo, handballeuse angolaise. Championne d'Afrique des nations féminin de handball 2012 et 2016. (67 sélections en équipe nationale).
- 1987 :
  - Malika Akkaoui, athlète de demi-fond marocaine.
  - Felizardo Ambrósio, basketteur angolais. Champion d'Afrique de basket-ball 2007 et 2009.
- 1988 :
  - Eric Gordon, basketteur américain. Champion du monde de basket-ball 2010.
- 1990 :
  - Ramona Bachmann, footballeuse suisse. (76 sélections en équipe nationale).
  - Karl Cook, cavalier de sauts d'obstacles américain.
  - Troels Harry, curleur danois.
  - Moreno Moser, cycliste sur route italien. Vainqueur du Tour de Pologne 2012.
- 1991 :
  - Zhang Anda, joueur de snooker chinois.
- 1993 :
  - Madeleine Malonga, judokate française. Championne olympique par équipes et médaillée d'argent des -78kg aux Jeux de Tokyo 2020. Championne du monde de judo des -78kg et médaillée d'argent par équipes 2019 puis médaillée d'argent en individuelle en 2021. Championne d'Europe de judo des -78 kg 2018 et 2020.
  - Faustine Noël, joueuse de badminton handisport française. Médaillé d'argent du double mixte SL3-SU5 aux Jeux de Tokyo 2020.
- 1996 :
  - Anthony Mandrea, footballeur franco-algérien. (15 sélections avec l'équipe d'Algérie).
- 1997 :
  - Jennyfer Limage, footballeuse haïtienne. (14 sélections en équipe nationale).
  - Kristján Örn Kristjánsson, handballeur islandais. Championne d'Afrique des nations féminin de handball 2021. (7 sélections en équipe nationale).
- 1998 :
  - Natália Kamalandua, handballeuse angolaise. (7 sélections en équipe nationale).
- 2000 :
  - Lucas Plapp, cycliste sur piste et sur route australien. Médaillé de bronze de la poursuite par équipes aux Jeux de Tokyo 2020.
  - Wilfried Singo, footballeur ivoirien.

### XXIesiècle
- 2001 :
  - Alexandre Jankewitz, footballeur suisse.

## Décès

### XIXesiècle
- 1875 :
  - Tom Morris, Jr., 24 ans, golfeur écossais. Vainqueur des British Open 1868 1869, 1870 et 1872. (° 25 avril 1851).
- 1899 :
  - Thomas Bradshaw, 26 ans, footballeur anglais. (1 sélection en équipe nationale). (° 24 août 1873).

### XXesièclede1901à1950
- 1928 : 
  - Miles Burke, 43 ans, boxeur américain. Médaillé d'argent des -47,6 kg aux Jeux de saint-Louis 1904. (° 15 janvier 1885).
- 1945 : 
  - Rabod von Kröcher, 65 ans, cavalier de saut d'obstacles allemand. Médaillé d'argent aux Jeux de Stockholm 1912. (° 30 juin 1880).

### XXesièclede1951à2000
- 1959 :
  - Zoltán Blum, 67 ans, footballeur puis entraîneur hongrois. (38 sélections en équipe nationale). (° 3 janvier 1892).
- 1976 :
  - Conduelo Píriz, 71 ans, footballeur uruguayen. Champion du monde de football 1930. (7 sélections en équipe nationale). (° 17 juin 1905).
- 1989 :
  - Billy Martin, 61 ans, joueur puis manager de baseball américain. (° 16 mai 1928).
- 1995 :
  - Henri Patrelle, 77 ans, footballeur puis dirigeant sportif français. Président du Stade saint-germanois et du PSG de 1971 à 1973. (° ? 1918).
- 1999 :
  - Bill Bowerman, entraîneur d'athlétisme et homme d'affaires américain. Cofondateur de la société Nike. (° 19 février 1911).

### XXIesiècle
- 2012 :
  - Othmar Schneider, 84 ans, skieur alpin autrichien. Champion olympique du slalom et médaillé d'argent de la descente aux Jeux d'Oslo 1952. (° 27 août 1928).
- 2017 :
  - Claude Haldi, 75 ans, pilote automobile de rallye et d'endurance suisse. (° 28 novembre 1942).
- 2020 :
  - K. C. Jones, 88 ans, joueur puis entraîneur de basket-ball américain. Champion olympique lors des Jeux d'été de Melbourne en 1956. Champion NBA en 1959, 1960, 1961, 1962, 1963, 1964, 1965 et Saison NBA 1965-1966 avec les Celtics de Boston. Vainqueur de la NBA en 1981, 1984 et 1986 en tant qu'entraîneur des Celtics de Boston. (87 sélections en équipe nationale). (° 25 mai 1932).